# Lopatné
Lopatné (též Lopatná) je malá vesnička poblíž Vyššího Brodu, jehož je také součástí. Osada spadá pod místní část Dolní Jílovice. Leží v 718 m n. m. Vesnicí protéká Hodslavský potok, který se vlévá do Vltavy.

## Historie
První písemná zmínka o  této vesnici pochází z roku 1408. Lopatné patřilo pod rychtu, později obec, Bolechy.  V roce 1921 zde stálo 10 domů a žilo zde 63 obyvatel německé národnosti. Býval zde mlýn. V letech 1938 až 1945 bylo Lopatné v důsledku uzavření Mnichovské dohody přičleněno k nacistickému Německu. Po roce 1948 byly některé domy zbourány. Mezi lety 1889 a 1976 zde fungovala základní škola (do 5. třídy). Od 80. let 20. století později mateřská škola.[zdroj?]

## Turistika
Nedaleko se nachází národní přírodní rezervace Čertova stěna-Luč. Občas je průtok Vltavy původním korytem řeky zvýšen, aby se zde mohly konat mezinárodní vodácké závody na divoké řece s anglickým názvem Devils Extreme Race.